# 1909 na televisão

## Nascimentos
| Data            | Nome           | Profissão         | Nacionalidade  | Observações | Ref   |
| --------------- | -------------- | ----------------- | -------------- | ----------- | ----- |
| 9 de fevereiro  | Carmen Miranda | atriz e cantora   | Portugal       | m. 1955     | [ 1 ] |
| 22 de fevereiro | Lícia Magna    | atriz             | Brasil         | m. 2007     | [ 2 ] |
| 7 de junho      | Jessica Tandy  | atriz             | Reino Unido    | m. 1994     | [ 3 ] |
| 23 de junho     | Xisto Guzzi    | ator              | Brasil         | m. 1994     |       |
| 12 de julho     | Joe DeRita     | ator e comediante | Estados Unidos | m. 1993     | [ 4 ] |
| 25 de outubro   | Whit Bissell   | ator              | Estados Unidos | m. 1996     | [ 5 ] |

## Mortes
| Data | Nome | Profissão | Nacionalidade | Observações | Ref |
| ---- | ---- | --------- | ------------- | ----------- | --- |